# Liste der höchsten Sakralgebäude
Die Liste der höchsten Sakralgebäude führt zunächst die weltweit höchsten Kirchen über 85 m Höhe auf. Es folgt eine Tabelle der höchsten sonstigen Sakralbauten (Moscheen, Pagoden, anderweitig genutzte Gebäude etc.). Die dritte Tabelle listet eine Auswahl von Kirchen auf, die zwischen 65 und 85 Meter hoch und besonders bekannt sind.

## Liste der höchsten Kirchen
Die Kirchen werden in der Reihenfolge ihrer höchsten Punkte aufgelistet. Das ist meistens ein Kirchturm bzw. Vierungsturm, manchmal auch eine Kuppel oder ein Dachreiter. Dabei wird nur die aktuelle Höhe berücksichtigt.
So war zum Beispiel die Kathedrale von Lincoln einst nach ungesicherter Überlieferung angeblich etwa 160 m hoch, erreicht aber seit der Zerstörung des Turmhelmes nur noch 83 m. Wenn die Sagrada Família jemals vollendet sein wird, wird sie mit ihrem 172,50 m hohen Hauptturm die höchste Kirche der Welt sein.
Anmerkung: Obwohl die vorliegenden Höhenangaben (soweit möglich) mit Quellen belegt sind, können die Zahlen nicht als absolut angesehen werden. Das liegt an der oft spärlichen und uneindeutigen Quellenlage; so ist zum Beispiel meist unklar, ob die rein „architektonische“ Höhe gemeint ist oder die Gesamthöhe einschließlich Kreuz, Wetterhahn, Antenne oder ähnlichem auf der Spitze. In der Liste wird nach Möglichkeit letztere berücksichtigt.
| Rang | Höhe in Metern  | Name                                                         | Bauzeit oder Vollendung                            | Stadt                                       | Heutiges Land           | Bemerkungen | Bild |
| ---- | --------------- | ------------------------------------------------------------ | -------------------------------------------------- | ------------------------------------------- | ----------------------- | --- | ---- |
| 1    | 161,53          | Ulmer Münster                                                | 1377–1890                                          | Ulm                                         | Deutschland             | Mit dem Aufsetzen der Kreuzblume wurde der Westturm am 31. Mai 1890 vollendet. 768 Stufen reichen bis auf eine Höhe von 143 m; die Chortürme im Osten (um 1850) sind 86 m hoch. |      |
| 2    | 158,1           | Basilika Notre-Dame de la Paix                               | 1985–1988                                          | Yamoussoukro                                | Elfenbeinküste          | Höhe mit Laterne und Kuppelkreuz; die Kuppel selbst ist niedriger als die des Petersdomes |      |
| 3    | 157,38          | Kölner Dom                                                   | 1248–1880                                          | Köln                                        | Deutschland             | Höhe des Nordturmes (Südturm 157,31 m). Baubeginn 1248, aber Vollendung der Türme erst 1880. Bis 1884 höchstes Gebäude der Welt. 532 Stufen (97,25 m, 152,5 m über N.N.); höchste Doppelturmfassade der Welt, seit 1996 UNESCO-Welterbe |      |
| 4    | 155,58          | Sagrada Família                                              | seit 1883 im Bau                                   | Barcelona                                   | Spanien                 | Im Bau befindlicher Torre de Jesucrist (2025). Geplante Endhöhe: 172,5 m (Fertigstellung soll bis 2033 erfolgen) |      |
| 5    | 151             | Kathedrale von Rouen                                         | ca. 1145–1877                                      | Rouen                                       | Frankreich              | Höchste Kirche Frankreichs. Höchster Gusseisenturm der Welt; von 1877 bis zur Fertigstellung des Kölner Domes 1880 höchstes Gebäude der Welt |      |
| 6    | 147,88          | St. Nikolai                                                  | 1874                                               | Hamburg                                     | Deutschland             | Höhe einschließlich Zierkreuz. Die Ruine der im Zweiten Weltkrieg zerstörten Kirche ist ein Mahnmal für Kriegsopfer. Ein Vorgängerbau hatte von 1518 bis 1589 eine Turmhöhe von 135 Metern. War 1874–1876 (Vollendung der Turmspitze in Rouen) höchstes Gebäude der Welt. Seit 2005 Aussichtsplattform auf 76 m Höhe. |      |
| 7    | 142             | Straßburger Münster                                          | 1439                                               | Straßburg                                   | Frankreich              | Spätestens ab 1647 (als der nach ungesicherter Überlieferung angeblich 151 Meter hohe Spitzhelm der St.-Marien-Kirche in Stralsund durch Blitzschlag zerstört wurde), andernfalls seit seiner Erbauung bis zur Vollendung des Neubaus der Hauptkirche St. Nikolai in Hamburg 1874 höchstes Bauwerk der Welt |      |
| 8    | 141,5           | Basilika der Muttergottes von Licheń                         | 2004                                               | Licheń Stary                                | Polen                   | Größte Kirche Polens |      |
| 9    | 136,44          | Stephansdom                                                  | (1137–1147 erste Bauphase) 1433                    | Wien                                        | Österreich              | Auch „Steffl“ genannt. Südturm bis auf eine Höhe von 72 m zugänglich (Türmerstube). Lässt man die ungesicherten Höhenmaße der untergegangenen Türme von Lincoln und Stralsund außer Acht und berücksichtigt man die neue These, dass der Straßburger Turm erst Ende des 15. Jahrhunderts vollendet wurde, so war der Steffl ab 1433 für ein halbes Jahrhundert der höchste Kirchenbau der Welt. Der Bau des Nordturms wurde bei 65 m eingestellt, dieser beherbergt heute die Pummerin, die größte Glocke Österreichs.                                                                                                   |      |
| 10   | 134,8           | Mariä-Empfängnis-Dom                                         | 1924                                               | Linz                                        | Österreich              | Flächengrößte Kirche Österreichs. Wurde der Legende nach absichtlich niedriger gebaut, um die Höhe des Stephansdomes nicht zu übertreffen. Höhenangabe ohne Zierkreuz |      |
| 11   | 132,5           | Petersdom                                                    | 1506–1626                                          | Vatikanstadt                                | Vatikanstaat            | Nach ummauerter Fläche, Länge, Fassungsvermögen und möglicherweise auch Volumen wahrscheinlich größte Kirche der Welt |      |
| 12   | 132,20          | St. Petri                                                    | 1878                                               | Hamburg                                     | Deutschland             | Rekonstruktion des um 1516 vollendeten Originalturmes nach Zerstörung beim Hamburger Brand. Über 544 Stufen erreicht man den Aussichtspunkt in 123 m Höhe. |      |
| 13   | 132,14          | St. Michaelis                                                | 1786, nach Brand 1906 bis 1912 rekonstruiert.      | Hamburg                                     | Deutschland             | „Michel“ genannt; besitzt die mit 8 m Durchmesser größte Turmuhr Deutschlands |      |
| 14   | 130,08          | St. Martin                                                   | ca. 1389–1500                                      | Landshut                                    | Deutschland             | Höchster Backsteinturm der Welt |      |
| 15   | 126             | San Gaudenzio                                                | 1887                                               | Novara                                      | Italien                 | Höhe vom Fußboden bis einschließlich der 5 m hohen Statue (architektonisch 121 m). Kuppel geplant von Alessandro Antonelli. Der Glockenturm (1786 vollendet) ist 92 m hoch. |      |
| 16   | 125,42          | St. Jacobi                                                   | 1962                                               | Hamburg                                     | Deutschland             | Moderner Turmhelm auf altem gotischen Turmschaft |      |
| 17   | 124,95          | St. Marien                                                   | 1350                                               | Lübeck                                      | Deutschland             | Höhe des Nordturmes, Südturm 124,75 m. Höchstes Backsteingewölbe der Welt (38,5 m im Mittelschiff); bis zur Vollendung des Kölner Doms 1880 höchste Doppelturmfassade der Welt |      |
| 18   | 124             | Catedral de Maringá                                          | 1959–1972                                          | Maringá                                     | Brasilien               | Höchste Kirche Südamerikas |      |
| 19   | 123,7           | Olaikirche                                                   | 1842                                               | Tallinn                                     | Estland                 | Der alte Turmhelm von 1549 (geschätzt auf ca. 115–125 m) brannte 1625 durch Blitzschlag nieder |      |
| 20   | 123,25          | Petrikirche                                                  | 1491                                               | Riga                                        | Lettland                | Turm 1666–1941 viermal zerstört, letzter Wiederaufbau 1973 |      |
| 21   | 123,14          | Kathedrale von Salisbury                                     | 1220–um 1330                                       | Salisbury                                   | England                 | Höchster Kirchturm Großbritanniens, mit der ältesten noch funktionierenden Uhr Europas (1386) |      |
| 22   | 123             | Liebfrauenkathedrale                                         | 1521                                               | Antwerpen                                   | Belgien                 | Höchste Kirche Belgiens |      |
| 23   | 122,5           | Peter-und-Paul-Kathedrale                                    | 1713                                               | Sankt Petersburg                            | Russland                | Höchste Kirche Russlands |      |
| 24   | 122,3           | Liebfrauenkirche                                             | 1465                                               | Brügge                                      | Belgien                 | |      |
| 25   | 119,5           | Riverside Church                                             | 1930                                               | New York City                               | Vereinigte Staaten      | höchste Kirche Nordamerikas |      |
| 26   | 118,7           | Dom                                                          | 1892                                               | Uppsala                                     | Schweden                | Dom ist dem Heiligen Erik geweiht |      |
| 27   | 117,50          | Schweriner Dom                                               | 1892                                               | Schwerin                                    | Deutschland             | 721 Jahre liegen zwischen Grundsteinlegung und Fertigstellung des Doms, höchster Kirchturm in Ostdeutschland |      |
| 28   | 117             | St. Petri                                                    | 1577                                               | Rostock                                     | Deutschland             | Hölzerne Konstruktion sowie Kupferabdeckung des Helmes im Zweiten Weltkrieg zerstört; Turmhelm aus Spendenmitteln 1994 wieder aufgesetzt |      |
| 29   | 116,70          | St. Katharinen                                               | 1657                                               | Hamburg                                     | Deutschland             | Rekonstruktion des barocken Turmhelms (1955–57) nach Kriegszerstörung |      |
| 30   | 116,04          | Freiburger Münster                                           | um 1330                                            | Freiburg                                    | Deutschland             | |      |
| 31   | 116             | Verklärungskathedrale                                        | 1804                                               | Rybinsk                                     | Russland                | |      |
| 32   | 115             | Basílica del Voto Nacional                                   | 1988                                               | Quito                                       | Ecuador                 | |      |
| 32   | 115             | Notre-Dame-de-Chartres                                       | 1513                                               | Chartres                                    | Frankreich              | Höhe des Nordturmes; Südturm romanisch (107,0 m, Fertigstellung 1170); UNESCO-Welterbe seit 1979 |      |
| 33   | 114,67          | Lübecker Dom                                                 | 1230                                               | Lübeck                                      | Deutschland             | Nordturm. Südturm 114,42 m |      |
| 34   | 114,60          | Basilika Saint-Michel                                        | 1869                                               | Bordeaux                                    | Frankreich              | Der Turm steht isoliert vom Kirchenschiff |      |
| 35   | 114,50          | St. Andreas                                                  | 1887                                               | Hildesheim                                  | Deutschland             | Der höchste Kirchturm Niedersachsens |      |
| 35   | 114,5           | Duomo Santa Maria del Fiore                                  | 1436                                               | Florenz                                     | Italien                 | Die von Brunelleschi geplante Kuppel ist die drittgrößte Italiens. Der von Giotto gestaltete Glockenturm ist 85 m hoch. |      |
| 36   | 114             | Kathedrale von Orléans                                       | 1601–1829                                          | Orléans                                     | Frankreich              | Höhe des Dachreiters über der Vierung; die Fassadentürme sind 82 m hoch |      |
| 37   | 113,20          | Ss. Pietro e Paolo                                           | 1955–1959                                          | Mortegliano                                 | Italien                 | Höchster Kirchturm Italiens. Konstruktion mit Stahlbeton |      |
| 38   | 112,7           | Kathedrale von Amiens                                        | 1549                                               | Amiens                                      | Frankreich              | Höhe des Dachreiters. UNESCO-Welterbe seit 1981 |      |
| 39   | 112,32          | Utrechter Dom                                                | 1382                                               | Utrecht                                     | Niederlande             | Höchster Kirchturm der Niederlande. Freistehend, Mittelschiff 1674 durch einen Orkan eingestürzt |      |
| 40   | 112,27          | Dom von Cremona                                              | 1107–1160                                          | Cremona                                     | Italien                 | Der „Torrazzo di Cremona“ (Fertigstellung 1309) ist der zweithöchste Glockenturm Italiens, und der dritthöchste in Ziegelbauweise weltweit (nach St. Martin (Landshut) und Liebfrauenkathedrale (Brügge)) |      |
| 41   | 112,04          | Jakobikirche                                                 | 1658                                               | Lübeck                                      | Deutschland             | |      |
| 42   | 111,70          | Catedral de la Inmaculada Concepción                         | 1898–1999                                          | La Plata                                    | Argentinien             | |      |
| 43   | 111,3           | St Paul’s Cathedral                                          | 1711                                               | London                                      | England                 | Gesamthöhe 365 Fuß, also ein Fuß für jeden Tag im Jahr |      |
| 44   | 111,21          | Schleswiger Dom                                              | 1894                                               | Schleswig                                   | Deutschland             | |      |
| 45   | 110,18          | Jakobskathedrale                                             | 2008                                               | Stettin                                     | Polen                   | Bis 1944 119 m hoch. Seit 2008 ersetzt ein neuer Turmhelm mit integriertem Aufzug das Nachkriegsnotdach |      |
| 46   | 110 ,           | Unsere Liebe Frau von der Unbefleckten Empfängnis            | 2018                                               | Ninh Binh                                   | Vietnam                 | |      |
| 46   | 110             | Neue Kathedrale von Salamanca                                | 1733                                               | Salamanca                                   | Spanien                 | Höhe des Turmes der Neuen Kathedrale |      |
| 47   | 109,6           | Herz-Jesu-Kirche                                             | 1887                                               | Graz                                        | Österreich              | Dritthöchste Kirche Österreichs |      |
| 48   | 108,75          | Neue Kirche                                                  | 1496                                               | Delft                                       | Niederlande             | |      |
| 49   | 108,71          | St. Johannis                                                 | 1408                                               | Lüneburg                                    | Deutschland             | 1384–1406: 110 m |      |
| 50   | 108,50          | Mailänder Dom                                                | 1386–1813                                          | Mailand                                     | Italien                 | Flächenmäßig eine der größten Kirchen der Welt. Höhe einschließlich der „Madonnina“ (4,16 m) auf der zentralen Spitze |      |
| 51   | 108,22          | St. Petri                                                    | 1170 bis ca. 1290                                  | Lübeck                                      | Deutschland             | 1963 Wiederaufbau nach Zweitem Weltkrieg, Innenausbau erst 1987 |      |
| 52   | 107,5           | Santuario Guadalupano                                        | 1898–2008                                          | Zamora                                      | Mexiko                  | Langer Baustopp, erst kürzlich fertiggestellt; höchste Kirchtürme Mexikos |      |
| 53   | 107,2           | Peter-und-Paul-Kirche                                        | 2000                                               | Mostar                                      | Bosnien und Herzegowina | |      |
| 54   | 107             | Kirche des Klosters der Gottesmutter von Kasan               | 2011                                               | Tambow                                      | Russland                | |      |
| 54   | 107             | Dom zu Linköping                                             | 1886                                               | Linköping                                   | Schweden                | |      |
| 54   | 107             | Saint-Joseph                                                 | 1951–1957                                          | Le Havre                                    | Frankreich              | |      |
| 55   | 106,3           | Basilika von Jasna Góra                                      | 1906                                               | Tschenstochau                               | Polen                   | 89 m hoher Turm von 1714 wurde bei einem Brand im Jahre 1900 zerstört; neue Turmspitze wurde auf dem alten Unterbau errichtet. |      |
| 56   | 106,05          | Basilika von Luján                                           | 1937                                               | Luján                                       | Argentinien             | Bedeutender Wallfahrtsort westlich von Buenos Aires |      |
| 57   | 106             | Kathedrale von Manizales                                     | 1928–1939                                          | Manizales                                   | Kolumbien               | |      |
| 57   | 106             | Auferstehungskathedrale                                      | 1832                                               | Schuja                                      | Russland                | Glockenturm der Kathedrale ist höchster isoliert stehender Glockenturm der Welt |      |
| 57   | 106             | Cattedrale di San Pietro                                     | 1810                                               | Alessandria                                 | Italien                 | Kirche 1810 im neoklassizistischen Stil fertiggestellt; der Glockenturm (1922) ist der dritthöchste Italiens |      |
| 58   | 105,00          | Klarakirche                                                  | 16. Jahrhundert                                    | Stockholm                                   | Schweden                | |      |
| 58   | 105             | Basilika Unserer Lieben Frau von Aparecida                   | 1955–1984                                          | Aparecida                                   | Brasilien               | Eine der drei größten Kirchen der Welt (definitionsabhängig) und bedeutendster Wallfahrtsort Brasiliens; Kuppel ist 70 m hoch |      |
| 58   | 105             | Petrikirche                                                  | 14. Jahrhundert                                    | Malmö                                       | Schweden                | |      |
| 58   | 105             | Petrikirche                                                  | 1981                                               | Dortmund                                    | Deutschland             | Nach den Zerstörungen des Zweiten Weltkriegs am 17. November 1981 in seiner historischen Höhe erneuert |      |
| 58   | 105             | Kathedrale von Zagreb                                        | Anfang 20. Jahrhundert                             | Zagreb                                      | Kroatien                | |      |
| 58   | 105             | St. Patrick’s Cathedral                                      | 1937                                               | Melbourne                                   | Australien              | |      |
| 58   | 105             | Pfingstheiligkeitskirche Wing Kwong                          | 2000                                               | Hongkong                                    | China                   | |      |
| 59   | 104,80          | Nikolaikirche                                                | 1696                                               | Tallinn                                     | Estland                 | Im Zweiten Weltkrieg weitgehend zerstört, dient seit dem Wiederaufbau 1981 als Museum und Konzerthalle |      |
| 60   | 104,70          | Sankt-Katharinenkirche                                       | 1525–1550                                          | Hoogstraten                                 | Belgien                 | |      |
| 61   | 104,65          | Reinoldikirche                                               | 1956                                               | Dortmund                                    | Deutschland             | Der ursprüngliche Turm, genannt „Das Wunder von Westfalen“, hatte ab 1520 eine Höhe von 119 m und wurde 1640 bei einem Erdbeben so stark beschädigt, dass er 1661 einstürzte. Der Neubau des Turmes in neuen Dimensionen wurde bereits im Folgejahr begonnen und 1701 mit barocker Haube vollendet. 1944 wurde sie bei einem Fliegerangriff zerstört. Der Wiederaufbau des Turmes orientierte sich an der barocken Silhouette, strebte aber eine städtebaulich stärker dominierende Wirkung durch Erhöhung des Oktogons und einen schlankeren, höheren Aufbau der welschen Haube an und erreichte 1956 die heutige Höhe. |      |
| 62   | 104,60          | Regensburger Dom                                             | 1856                                               | Regensburg                                  | Deutschland             | |      |
| 63   | 104,47          | St.-Marien-Kirche                                            | 1478                                               | Stralsund                                   | Deutschland             | War nach ungesicherter Überlieferung mit angeblich 151,5 m 1625–1647 höchstes Gebäude der Welt. Die gotische Turmspitze wurde 1647 durch Blitzschlag zerstört und 1708 durch die heutige, niedrigere Barockhaube ersetzt. |      |
| 64   | 104,28          | Dom St. Mauritius und Katharina                              | 1209–1520                                          | Magdeburg                                   | Deutschland             | Nordturm; Südturm 103,80 m. Frühester gotischer Kirchenbau auf deutschem Boden |      |
| 65   | 104,00          | Stanislaus-Kostka-Kathedrale                                 | 1901–1912                                          | Łódź                                        | Polen                   | |      |
| 66   | 103,60          | Santuário Santa Isabel Rainha                                | 1951–1958                                          | São Paulo                                   | Brasilien               | |      |
| 67   | 103,26          | St. Katharinen                                               | 14. Jahrhundert                                    | Osnabrück                                   | Deutschland             | |      |
| 68   | 103             | Kathedrale von Schweidnitz                                   | 1565                                               | Schweidnitz                                 | Polen                   | |      |
| 68   | 103             | St.-Bartholomäus-Kathedrale                                  | Spätes 13. Jahrhundert bis frühes 16. Jahrhundert. | Pilsen                                      | Tschechien              | Gotisch; der höchste Turm in der Tschechischen Republik; der Aussichtspunkt befindet sich auf einer Höhe von 62 Metern und ist über 299 Stufen zu erreichen. |      |
| 68   | 103             | Christ-Erlöser-Kathedrale                                    | 1839–1883 und 1995–2000                            | Moskau                                      | Russland                | Zentrales Gotteshaus der Russisch-Orthodoxen Kirche; Zerstörung 1931 – Wiedererrichtung 2000 |      |
| 69   | 102,60          | St.-Nikolai-Kirche                                           | um 1350                                            | Stralsund                                   | Deutschland             | Höhe des Südturmes mit Barockhelm |      |
| 69   | 102,6           | Marienkirche                                                 | 1854                                               | Chojna (deutsch: Königsberg in der Neumark) | Polen                   | |      |
| 70   | 102,52          | St.-Antonius-Basilika                                        | 1899–1905                                          | Rheine                                      | Deutschland             | Höchster Kirchturm im Münsterland. Kirche wurde nach Vorbild des Kaiserdoms in Speyer und St. Michael in Hildesheim in neo-romanischem Stil erbaut |      |
| 71   | 102             | Sankt-Martins-Kathedrale                                     | 1740; Wiederaufbau 1930                            | Ieper                                       | Belgien                 | Zerstörung im Ersten Weltkrieg, Wiederaufbau nach Originalplänen 1930 fertiggestellt |      |
| 72   | 101,5           | Isaakskathedrale                                             | 1842                                               | Sankt Petersburg                            | Russland                | |      |
| 73   | 101             | Giralda                                                      | 1519                                               | Sevilla                                     | Spanien                 | Höhe einschließlich der 3,5 m hohen Statue „Giraldillo“ (architektonisch 97,5 m). Ursprünglich als Minarett errichtet; Rampen statt Treppenstufen |      |
| 73   | 101             | Basilique Notre-Dame                                         | 1827–1866                                          | Boulogne-sur-Mer                            | Frankreich              | Höchste Kuppel Frankreichs ohne Kreuz |      |
| 73   | 101             | Liverpool Cathedral                                          | 1942                                               | Liverpool                                   | England                 | Geplant von Giles Gilbert Scott |      |
| 73   | 101             | Mariä Himmelfahrt                                            | 1868–1876                                          | Bielawa                                     | Polen                   | |      |
| 74   | 100,65          | Wenzelsdom                                                   | 1883–1892                                          | Olmütz                                      | Tschechien              | Höhe des Südturmes; vierthöchstes Gebäude Tschechiens |      |
| 75   | 100,6           | Berner Münster                                               | 1893                                               | Bern                                        | Schweiz                 | Höchster Kirchturm der Schweiz. Begehbare Turmgalerien auf 46 und 64 m Höhe |      |
| 76   | 100,5           | St. Patrick’s Cathedral                                      | 1901                                               | New York City                               | Vereinigte Staaten      | |      |
| 77   | 100,3           | Basilica of the National Shrine of the Immaculate Conception | 1920–1961                                          | Washington, D.C.                            | Vereinigte Staaten      | |      |
| 78   | 100,06          | Campanile San Marco                                          | 1903–1912                                          | Venedig                                     | Italien                 | Turm stürzte am 14. Juli 1902 ein, wurde aber wieder aufgebaut |      |
| 79   | 100,00          | Santuario de Las Lajas                                       | 1949                                               | Ipiales                                     | Kolumbien               | |      |
| 79   | 100,00          | St.-Vincentius-Kirche                                        | 1883                                               | Eeklo                                       | Belgien                 | |      |
| 79   | 100             | Sankt-Adalbert-Kathedrale                                    | 1822                                               | Esztergom                                   | Ungarn                  | |      |
| 80   | 099,90          | Dom St. Nikolai                                              | 1653                                               | Greifswald                                  | Deutschland             | Bis 1515 hatte der gotische Turm eine Höhe von 120 m |      |
| 81   | 099,29          | Ludgerus-Dom                                                 | 1892–1898                                          | Billerbeck                                  | Deutschland             | |      |
| 82   | 099             | St. Nikomedes                                                | 1885–1899                                          | Steinfurt                                   | Deutschland             | |      |
| 82   | 099             | Johanniskirche                                               | 1892                                               | Stargard                                    | Polen                   | |      |
| 82   | 099,00          | Liebfrauenkirche zu Laeken                                   | 1854–1909                                          | Brüssel                                     | Belgien                 | Größtes neugotisches Bauwerk Belgiens |      |
| 82   | 099             | Votivkirche                                                  | 1860–1868                                          | Wien                                        | Österreich              | |      |
| 83   | 098,57          | Frauenkirche                                                 | 1494                                               | München                                     | Deutschland             | Nordturm. Der Südturm ist 12 cm niedriger |      |
| 84   | 098,33          | Turm unser lieben Frauen                                     | um 1500                                            | Amersfoort                                  | Niederlande             | Kirche wurde 1787 bei Explosion zerstört, Turm blieb verschont |      |
| 85   | 098,00          | Santa Iglesia Catedral Basílica de la Encarnación            | 1528–1782                                          | Málaga                                      | Spanien                 | Wird wegen ihres unvollendeten zweiten Turmes auch „die Einarmige“ genannt |      |
| 85   | 098,00          | St.-Vitus-Kirche                                             | 1892                                               | Hilversum                                   | Niederlande             | |      |
| 85   | 098,00          | Marktkirche                                                  | 14. Jahrhundert                                    | Hannover                                    | Deutschland             | |      |
| 85   | 098             | Berliner Dom                                                 | 1905                                               | Berlin                                      | Deutschland             | „Oberpfarr- und Domkirche zu Berlin“; Höhe bis Kreuzspitze |      |
| 85   | 098             | Breslauer Dom                                                | 1244–1341                                          | Breslau                                     | Polen                   | Ähnliche Höhe des Nordturms bereits 1416 bis 1540. Wiederaufbau nach Zweitem Weltkrieg mit modernen, gotisch angehauchten Turmhelmen erst 1992 abgeschlossen |      |
| 86   | 097,80          | Nidarosdom                                                   | 1969                                               | Trondheim                                   | Norwegen                | Mittelalterdom, 1869–1969 restauriert, Vierungsturm dabei erhöht. |      |
| 87   | 097,56          | St.-Martins-Kirche                                           | 1883                                               | Malters                                     | Schweiz                 | |      |
| 88   | 097,28          | Romualdsdom                                                  |                                                    | Mechelen                                    | Belgien                 | Ursprünglich geplante Turmhöhe: 167 m |      |
| 89   | 097,00          | Martinikerk                                                  | 1627                                               | Groningen                                   | Niederlande             | Turm wird „Martinitoren“ genannt, war von 1548 bis 1577 127 m hoch |      |
| 89   | 097,00          | Liebfrauenkirche                                             | 1410–1547                                          | Breda                                       | Niederlande             | |      |
| 89   | 097             | Dom von Pavia                                                | 1488–1898                                          | Pavia                                       | Italien                 | Viertgrößte Kuppel Italiens |      |
| 89   | 097,00          | Predigerkirche                                               | 18. Jahrhundert                                    | Zürich                                      | Schweiz                 | Der neugotische Turm wurde im Jahr 1900 fertiggestellt |      |
| 89   | 097             | St.-Josephs-Oratorium                                        | 1924–1967                                          | Montreal                                    | Kanada                  | Höhe vom Fußboden bis zur Kreuzspitze, Höhe einschließlich des Unterbaus eventuell größer |      |
| 89   | 097,00          | Martinikerk                                                  | 15. Jahrhundert                                    | Doesburg                                    | Niederlande             | 1945 zerstört, 1972 Wiederherstellungsarbeiten abgeschlossen |      |
| 89   | 097             | Pfarrkirche Mariä Himmelfahrt                                | 16. Jahrhundert                                    | Schlanders                                  | Italien                 | Höchster Kirchturm auf Tiroler Gebiet |      |
| 89   | 097             | Pfarrkirche Klagenfurt-St. Egid                              | 1697–1723                                          | Klagenfurt am Wörthersee                    | Österreich              | Höchster Kirchturm in Kärnten |      |
| 89   | 097             | Sameba-Kathedrale                                            | 2004                                               | Tiflis                                      | Georgien                | |      |
| 89   | 097             | St.-Martinskirche                                            | 1907–1914                                          | Arlon                                       | Belgien                 | |      |
| 89   | 097             | Temple Saint-Étienne                                         | 1859–1866                                          | Mülhausen                                   | Frankreich              | Höchstes protestantisches Kirchengebäude Frankreichs |      |
| 90   | 096,75          | Gedächtniskirche                                             | 1893–1904                                          | Speyer                                      | Deutschland             | Höchster Kirchturm der Pfalz, die Gedächtniskirche wird auch Retscherkirche genannt. Turmfuß über NN 103,76 m. Widersprüchliche Angaben sprechen von 100 m Höhe. |      |
| 91   | 096,70          | Mikael-Agricola-Kirche                                       | 1933–1935                                          | Helsinki                                    | Finnland                | Geplant von Lars Sonck |      |
| 92   | 096,52          | Kiewer Höhlenkloster                                         | 18. Jahrhundert                                    | Kiew                                        | Ukraine                 | Freistehender Glockenturm; der Klosterkomplex zählt zum UNESCO-Welterbe |      |
| 93   | 096,30          | St. Bartholomaei                                             | 1867                                               | Demmin                                      | Deutschland             | |      |
| 94   | 096,2           | Kathedrale von Clermont-Ferrand                              | 13./14. Jahrhundert                                | Clermont-Ferrand                            | Frankreich              | Turmspitzen erst 1866 errichtet |      |
| 95   | 096             | Kathedrale Notre-Dame de Paris                               | 1345                                               | Paris                                       | Frankreich              | Der beim Brand der Kathedrale im Jahr 2019 zerstörte Vierungsturm wurde bis 2024 wieder aufgebaut und erreicht nun wieder seine frühere Höhe von 96 Metern. |      |
| 95   | 096             | Donaufelder Kirche                                           | 1905–1914                                          | Wien-Floridsdorf                            | Österreich              | Neo-frühgotischer Backsteinbau, ursprünglich als Bischofssitz geplant |      |
| 95   | 096             | Kathedrale der Heiligen drei Hierarchen                      | 1946                                               | Temeswar                                    | Rumänien                | |      |
| 95   | 096             | Basilica di San Nicolò                                       | 1596–1881                                          | Lecco                                       | Italien                 | Turm 1902–1904 |      |
| 95   | 096,00          | St. Paul’s Cathedral                                         | 1891                                               | Melbourne                                   | Australien              | |      |
| 95   | 096             | Veitsdom                                                     | 1344–1929                                          | Prag                                        | Tschechien              | Südturm mit barockem Zwiebelhelm |      |
| 95   | 096             | St.-Stephans-Basilika                                        | 1851–1905                                          | Budapest                                    | Ungarn                  | Größte Kirche von Budapest |      |
| 95   | 096,00          | Dom zu Århus                                                 | 1500                                               | Aarhus                                      | Dänemark                | |      |
| 95   | 096             | Basilika St. Antonius                                        | 1903–1906                                          | Rybnik                                      | Polen                   | Die Türme der Doppelturmfassade sind die höchsten Oberschlesiens |      |
| 95   | 096             | Kathedrale von Norwich                                       | 12. Jahrhundert                                    | Norwich                                     | England                 | |      |
| 96   | 095,70          | Tyska kyrkan                                                 | 17. Jahrhundert                                    | Stockholm                                   | Schweden                | |      |
| 97   | 095,59          | Kaiserdom St. Bartholomäus                                   | 1877                                               | Frankfurt am Main                           | Deutschland             | Höhe bis Dombrand von 1867: 72,5 m, heutige Höhe nach ursprünglichem Plan von 1415 wurde 1877 vollendet |      |
| 98   | 095,30          | Willibrordi-Dom                                              | 1540                                               | Wesel                                       | Deutschland             | Schätzung; die Vermessung stand nach dem Wiederaufsetzen des Turmhelmes 1978 noch aus |      |
| 99   | 095,00          | Hauptkirche der Streitkräfte Russlands                       | 2020                                               | Kubinka                                     | Russland                | |      |
| 99   | 095             | Basilika Sainte-Thérèse                                      | 1829–1954                                          | Lisieux                                     | Frankreich              | |      |
| 99   | 095,00          | Dom St. Nikolai                                              | 1907                                               | Elbing                                      | Polen                   | |      |
| 99   | 095,00          | Kathedrale von Murcia                                        | 1467                                               | Murcia                                      | Spanien                 | Höhe mit Wetterfahne. Der Glockenturm stammt von 1791 |      |
| 99   | 095 (Schätzung) | Kathedrale von Bayeux                                        | 1866                                               | Bayeux                                      | Frankreich              | Gotischer Vierungsturm erhielt seine Bekrönung Mitte des 19. Jahrhunderts |      |
| 99   | 095,00          | Basílica del Pilar                                           | 1872                                               | Saragossa                                   | Spanien                 | |      |
| 100  | 094,97          | St. Andreas                                                  | 13. Jahrhundert                                    | Braunschweig                                | Deutschland             | Südturm; war im 16. Jahrhundert 122 m hoch |      |
| 101  | 094,63          | Herz-Jesu-Kirche                                             | 1895–1900                                          | Münster                                     | Deutschland             | 1970 Neugestaltung des Turmhelmes und Innenraumes nach Kriegsschäden |      |
| 102  | 094,24          | Heilig-Kreuz-Kirche                                          | 1886                                               | München                                     | Deutschland             | Gemessen über NN höchster Kirchturm Münchens. |      |
| 103  | 094,2           | St Walburge's Church                                         | 1854                                               | Preston                                     | England                 | Höchster Kirchturm Englands, der nicht zu einer Kathedrale gehört |      |
| 104  | 094             | St. Jakob                                                    | 1486                                               | Villach                                     | Österreich              | 239 Stufen führen auf eine Aussichtsplattform in 70 m Höhe |      |
| 105  | 093,95          | Cathedral St. John the Baptist                               | 1861                                               | Limerick                                    | Irland                  | Höhe bis Kreuzspitze. Höchster Kirchturm Irlands |      |
| 106  | 093,50          | Auferstehungskirche                                          | 1883–1912                                          | Sankt Petersburg                            | Russland                | |      |
| 107  | 093,4           | Cathedral of Saint Paul                                      | 1906–1941                                          | Saint Paul (Minnesota)                      | Vereinigte Staaten      | Geplant von Emmanuel Louis Masqueray |      |
| 108  | 093,00          | Kathedrale Saint Bénigne                                     | 1393                                               | Dijon                                       | Frankreich              | Der ursprünglich gotische Vierungsturm wurde 1896 durch den heutigen ersetzt |      |
| 108  | 093,00          | Mariahilfkirche                                              | 1839                                               | München                                     | Deutschland             | |      |
| 108  | 093,00          | Basilika St. Ulrich und Afra Augsburg                        | 1594                                               | Augsburg                                    | Deutschland             | Höchster Kirchturm Bayerisch-Schwabens und der ehem. freien Reichsstadt Augsburg |      |
| 108  | 093,00          | Eusebiuskerk                                                 | ca. 1450–1550                                      | Arnheim                                     | Niederlande             | Im Zweiten Weltkrieg stark beschädigt; Turm besitzt ab 1964 einen neuen Abschluss |      |
| 109  | 092,97          | St.-James-Kathedrale                                         | 1875                                               | Toronto                                     | Kanada                  | Zweithöchste Kirche Kanadas |      |
| 110  | 092,90          | Nationalbasilika des Heiligen Herzens                        | 1905–1970                                          | Brüssel                                     | Belgien                 | Basilika im Stil des Art déco; eine der größten Kirchen der Welt |      |
| 111  | 092,68          | Nicolaikirche                                                | 1407–1895                                          | Lüneburg                                    | Deutschland             | Gotische Kirche |      |
| 112  | 092,5           | Duomo di Santa Sofia                                         | 1780                                               | Lendinara                                   | Italien                 | Heutige Fassade 1780, Turm 1857 fertiggestellt |      |
| 112  | 092,5           | Grote Kerk                                                   | 1420                                               | Den Haag                                    | Niederlande             | |      |
| 113  | 092,48          | Marienkirche                                                 | 1892                                               | Kaiserslautern                              | Deutschland             | Gesamthöhe mit 2,5 m hohem Turmkreuz, zweithöchster Kirchturm der Pfalz. |      |
| 114  | 092,31          | Dom St. Petri                                                | 13. Jahrhundert                                    | Bremen                                      | Deutschland             | Südturm; Nordturm 6 cm niedriger. 1656 bis 1888–1893 deutlich niedrigere Dachkonstruktion, Südturm auch niedrigeres Gemäuer |      |
| 115  | 092,06          | Aegidienkirche                                               | 1. Hälfte 14. Jahrhundert                          | Lübeck                                      | Deutschland             | |      |
| 116  | 092,00          | Kreuzkirche                                                  | 1800                                               | Dresden                                     | Deutschland             | |      |
| 116  | 092,00          | Dom zu Västerås                                              | 1693                                               | Västerås                                    | Schweden                | |      |
| 116  | 092,00          | Catedral da Sé                                               | 1913–1967                                          | São Paulo                                   | Brasilien               | |      |
| 116  | 092,00          | Bartholomäuskirche                                           | 1907–1911                                          | Gliwice                                     | Polen                   | |      |
| 116  | 092             | St.-Jakobs-Kirche                                            | 1594                                               | Brünn                                       | Tschechien              | |      |
| 116  | 092             | Saint-Pierre                                                 | 17. Jahrhundert                                    | Steenvoorde                                 | Frankreich              | |      |
| 117  | 091,50          | Basilika St. Martin                                          | 1720                                               | Amberg                                      | Deutschland             | |      |
| 118  | 091,48          | Halberstädter Dom                                            | 1236–1491                                          | Halberstadt                                 | Deutschland             | Höhe des Nordturmes. Westfront (Türme) um 1890 letztmals umfangreich verändert |      |
| 119  | 091,46          | Elisabethkirche                                              | 1531–1535                                          | Breslau                                     | Polen                   | Bis 1529 130 m (Zerstörung durch Sturm), 1975 durch Brand beschädigt, 1981–1995 Rekonstruktion |      |
| 120  | 091,44          | Cathedral of Hope                                            | 1932–1935                                          | Pittsburgh                                  | Vereinigte Staaten      | Hauptsitz der „East Liberty Presbyterian Church“ |      |
| 120  | 091,44          | Saint Francis de Sales Church                                | 1908                                               | St. Louis                                   | Vereinigte Staaten      | |      |
| 121  | 091,40          | St. Colman’s Cathedral                                       | 1868–1915                                          | Cobh                                        | Irland                  | |      |
| 122  | 091,2           | Frauenkirche                                                 | 1726–1743                                          | Dresden                                     | Deutschland             | im Zweiten Weltkrieg 1945 zerstört und 1994 bis 2005 rekonstruiert |      |
| 123  | 091,17          | Pfarrkirche St. Magdalena                                    | 1812–1820                                          | Alpnach                                     | Schweiz                 | |      |
| 124  | 091,1           | Coventry Cathedral                                           | Anfang 15. Jahrhundert                             | Coventry                                    | England                 | Höhe der alten St. Michael’s Cathedral; 1940 bei Angriff der deutschen Luftwaffe bis auf einige Mauern und den Turm zerstört |      |
| 125  | 091,00          | St. Jacobuskerk                                              | 1875–1878                                          | Den Haag                                    | Niederlande             | Neogotisch; geplant von Pierre Cuypers |      |
| 125  | 091             | Kathedrale von Szeged                                        | 1913–1930                                          | Szeged                                      | Ungarn                  | |      |
| 125  | 091             | Basilika von Sainte-Anne-de-Beaupré                          | 1926                                               | Sainte-Anne-de-Beaupré                      | Kanada                  | Bedeutender Wallfahrtsort |      |
| 125  | 091             | Washington National Cathedral                                | 1907–1990                                          | Washington, D.C.                            | Vereinigte Staaten      | Zweitgrößte Kathedrale der USA |      |
| 125  | 091             | Marienkirche Friedland                                       | 1330–1500                                          | Friedland (Mecklenburg)                     | Deutschland             | |      |
| 125  | 091             | Neubaukirche                                                 | 1582                                               | Würzburg                                    | Deutschland             | 1945 im Zweiten Weltkrieg weitgehend beschädigt, bis 1977 Wiederaufbau. 2005 wurde in den Turm ein Carillon eingebaut. |      |
| 126  | 090,90          | St. Johann Baptist                                           | 1852–1874                                          | München                                     | Deutschland             | |      |
| 127  | 090,5           | Onze-Lieve-Vrouwe Abdij                                      | 14. Jahrhundert                                    | Middelburg                                  | Niederlande             | Turm als „Lange Jan“ bekannt; gehört zum Klosterkomplex Abdij van Middelburg |      |
| 128  | 090,46          | St.-Josef-Kirche                                             | 1894–1897                                          | Koblenz                                     | Deutschland             | Seit 2002 Teil des UNESCO-Welterbes Oberes Mittelrheintal |      |
| 129  | 090,43          | St.-Georgs-Kirche                                            | 1427–1505                                          | Nördlingen                                  | Deutschland             | Höhe mit Wetterfahne. Kirchturm bekannt als „Daniel“ |      |
| 130  | 090,34          | Basilika St. Jakob                                           | ca. 1395                                           | Straubing                                   | Deutschland             | Gotische Hallenkirche |      |
| 131  | 090,08          | Lambertikirche                                               | 1891–1898                                          | Münster                                     | Deutschland             | |      |
| 132  | 090,00          | Santa Maria Assunta                                          | 1841–1893                                          | Breganze                                    | Italien                 | |      |
| 132  | 090             | Marienkirche Trzebiatów                                      |                                                    | Trzebiatów                                  | Polen                   | |      |
| 132  | 090             | Mariä Himmelfahrt                                            | 1902–1908                                          | Schönau im Schwarzwald                      | Deutschland             | |      |
| 132  | 090             | Garnisonkirche St. Martin                                    | 1895–1900                                          | Dresden                                     | Deutschland             | Zwei getrennte Kirchenräume, für die katholische und die evangelische Konfession |      |
| 132  | 090             | Votivkirche                                                  | 1948–1974                                          | Santiago de Chile                           | Chile                   | |      |
| 132  | 090             | Dom zu Riga                                                  | 1211 bis 1776                                      | Riga                                        | Lettland                | 1595 wurde ein 140 m hoher Holzturm errichtet, der 1776 durch den heutigen Turm ersetzt wurde |      |
| 132  | 090             | Salvatorkirche                                               | 1316–1415                                          | Duisburg                                    | Deutschland             | Der Turm besaß im 14. und 15. Jahrhundert zeitweilig eine Hohe von 112 m. |      |
| 132  | 090             | Basilika von Mariazell                                       | 14. bis 17. Jahrhundert                            | Mariazell                                   | Österreich              | Gotischer Mittelturm der Fassade, wird von zwei niedrigeren barocken Türmen flankiert |      |
| 132  | 090,00          | Kathedrale von Segovia                                       | 1525–1577                                          | Segovia                                     | Spanien                 | Der originale gotische Turmhelm war wesentlich höher und wurde 1614 nach Zerstörung durch den jetzigen ersetzt |      |
| 132  | 090,00          | St. Peter und Paul                                           | 1898                                               | Osijek                                      | Kroatien                | Neogotisch; geplant von Franz Langenberg |      |
| 132  | 090,00          | St.-Walburgakirche                                           | 1624                                               | Oudenaarde                                  | Belgien                 | |      |
| 132  | 090             | Nikolaikirche                                                | 1390–1480                                          | Flensburg                                   | Deutschland             | Gotische Hallenkirche |      |
| 133  | 089,92          | St. James Church                                             | 1515                                               | Louth                                       | England                 | Höchste anglikanische Pfarrkirche Englands. Louth gehört zur Diözese Lincoln |      |
| 134  | 089,72          | St Mary’s Cathedral                                          | 1874–1879                                          | Edinburgh                                   | Schottland              | Geplant von Sir George Gilbert Scott Kathedrale der Episkopalen Kirche, gelegen in New Town/West End |      |
| 135  | 089,66          | St. Marienkirche                                             | 1789                                               | Berlin                                      | Deutschland             | Höhe bis Kreuzspitze; Höchster Kirchturm Berlins |      |
| 136  | 089,05          | Kirche am Südstern                                           | 1894–1897                                          | Berlin                                      | Deutschland             | Höhe bis Kreuzspitze; zweithöchster Kirchturm Berlins |      |
| 137  | 089             | St.-Bavo-Kathedrale                                          | 1030–1559                                          | Gent                                        | Belgien                 | |      |
| 137  | 089,0           | St Mary Redcliffe                                            | 15. Jahrhundert                                    | Bristol                                     | England                 | |      |
| 137  | 089,00          | Vor Frelsers Kirke                                           | 1695                                               | Kopenhagen                                  | Dänemark                | Der Turm besitzt einen bemerkenswerten spiralförmigen Helm (Fertigstellung 1752) |      |
| 138  | 088,78          | Marktkirche                                                  | 1853–1862                                          | Wiesbaden                                   | Deutschland             | Evangelische Hallenkirche im neogotischen Stil und Backsteinbauweise, geplant von Carl Boos. Vorbild war die Friedrichswerdersche Kirche in Berlin von Karl Friedrich Schinkel |      |
| 139  | 088,71          | St. Nikolai Harvestehude                                     | 1960–1962                                          | Hamburg                                     | Deutschland             | Höhe mit Wetterfahne |      |
| 140  | 088,58          | St. Peter                                                    | 1386                                               | München                                     | Deutschland             | Älteste Kirche Münchens |      |
| 141  | 088,50          | Pfarrkirche St. Magaretha                                    | 1892–1894                                          | Wadersloh                                   | Deutschland             | Die Pläne der neugotischen Kirche stammen von Wilhelm Rincklake. |      |
| 141  | 088,5           | Peterskirche                                                 | 1881–1885                                          | Leipzig                                     | Deutschland             | Höchster Kirchturm Leipzigs und höchste freistehende Wendeltreppe Sachsens |      |
| 142  | 088,4           | Liverpool Metropolitan Cathedral                             | 1962–1967                                          | Liverpool                                   | England                 | |      |
| 143  | 088,34          | Martinikirche                                                | 14. Jahrhundert                                    | Halberstadt                                 | Deutschland             | |      |
| 144  | 088,30          | Paderborner Dom                                              | 13. Jahrhundert                                    | Paderborn                                   | Deutschland             | Höhe bis Kreuzspitze. Westturm aus dem 12. Jahrhundert |      |
| 145  | 088,03          | St. Paul                                                     | 1906                                               | München                                     | Deutschland             | |      |
| 146  | 088             | Kathedrale Saint-Étienne                                     | 1220–1520                                          | Metz                                        | Frankreich              | Höhe des „Tour de la Mutte“ |      |
| 146  | 088,00          | Sint-Joriskerk                                               | 1884–1911                                          | Eindhoven                                   | Niederlande             | |      |
| 146  | 088             | Kathedrale von Burgos                                        | 1400                                               | Burgos                                      | Spanien                 | |      |
| 146  | 088             | St. Antonius                                                 | 1873–1877                                          | Papenburg                                   | Deutschland             | Wird im Volksmund „langer Anton“ genannt und ist mit einer Größe von 70 m mal 35 m der größte Kirchenbau des Emslandes |      |
| 146  | 088,00          | St. Johannes Baptist                                         | 1247                                               | Warburg                                     | Deutschland             | |      |
| 146  | 088,00          | Marienkirche                                                 | 1248                                               | Neubrandenburg                              | Deutschland             | Backsteingotik; heutige Nutzung als Konzerthalle und international bekannt für ihre besondere Akustik |      |
| 146  | 088             | Stadtpfarrkirche Stockerau                                   | 1725                                               | Stockerau                                   | Österreich              | Höchster Kirchturm Niederösterreichs |      |
| 147  | 087,90          | St. Bernhard                                                 | 1896–1901                                          | Karlsruhe                                   | Deutschland             | Neugotische Kirche, geplant von Max Meckel |      |
| 148  | 087,56          | St. Stephan                                                  | vor 1188 begonnen                                  | Tangermünde                                 | Deutschland             | Zweitgrößte Kirche in Sachsen-Anhalt, im Stil der norddeutschen Backsteingotik errichtete evangelische Kirche. Dieses Bauwerk wird zu den herausragenden Denkmalen europäischen Ranges in diesem Baustil gezählt |      |
| 149  | 087,50          | Dreikönigskirche                                             | 1857                                               | Dresden                                     | Deutschland             | 1945 durch Luftangriffe zerstört, Wiederaufbau 1991 abgeschlossen |      |
| 149  | 087,50          | Sankt-Antonius-Kirche                                        | 1890                                               | Valmadrera                                  | Italien                 | |      |
| 150  | 087,33          | Johanneskirche                                               | 1875–1881                                          | Düsseldorf                                  | Deutschland             | |      |
| 151  | 087,20          | Dom St. Marien                                               | 1672                                               | Zwickau                                     | Deutschland             | |      |
| 152  | 087,17          | Fifth Avenue Presbyterian Church                             | 1875                                               | New York City                               | Vereinigte Staaten      | |      |
| 153  | 087,13          | St. Gertrud                                                  | 1882–1885                                          | Hamburg                                     | Deutschland             | Höhe ohne Kreuz: 82 m |      |
| 154  | 087             | Kathedrale Notre-Dame                                        | 14. Jahrhundert                                    | Reims                                       | Frankreich              | Höhe des Glockenturmes; die Fassadentürme sind 81,5 m hoch. UNESCO-Welterbe seit 1991 |      |
| 154  | 087             | St. Bonifatius                                               | 1882–1884                                          | Leeuwarden                                  | Niederlande             | Neogotisch; geplant von Pierre Cuypers |      |
| 154  | 087             | Erzpriesterliche Kirche Col San Martino                      |                                                    | Farra di Soligo                             | Italien                 | |      |
| 154  | 087             | Pfarrkirche                                                  |                                                    | Spišská Nová Ves                            | Slowakei                | Höchster Kirchturm der Slowakei |      |
| 154  | 087             | Basilique Saint-Epvre                                        | 1862–1875                                          | Nancy                                       | Frankreich              | |      |
| 154  | 087             | St. Jakob                                                    | 1881                                               | Aachen                                      | Deutschland             | Pilgerkirche |      |
| 154  | 087             | Heilig-Kreuz-Kirche                                          |                                                    | Münster                                     | Deutschland             | |      |
| 154  | 087             | Stadtpfarrkirche St. Stephan                                 | 1752                                               | Braunau                                     | Österreich              | |      |
| 154  | 087             | Franziskanerkirche                                           |                                                    | Salzburg                                    | Österreich              | Höchster Kirchturm der Salzburger Altstadt. |      |
| 155  | 086,93          | Konkordienkirche                                             | 17. und 19. Jahrhundert                            | Mannheim                                    | Deutschland             | |      |
| 156  | 086,89          | St. Marien                                                   | 1292                                               | Uelzen                                      | Deutschland             | |      |
| 157  | 086,80          | St. Johann Baptist                                           | 1892–1894                                          | Krefeld                                     | Deutschland             | Höhe mit Wetterhahn. |      |
| 158  | 086,77          | Heilandskirche                                               | 1894                                               | Berlin                                      | Deutschland             | Dritthöchster Kirchturm Berlins. 1943 durch Bomben zerstört, 1960 vereinfachter Wiederaufbau. Höhe bis Kreuzspitze |      |
| 159  | 086,7           | St. Marien                                                   | 1317 begonnen bis Anfang 15. Jahrhundert           | Mühlhausen/ Thüringen                       | Deutschland             | Zweitgrößte Kirche und höchster Kirchturm Thüringens. Die beiden Seitentürme sind etwa 42 m hoch |      |
| 160  | 086,64          | Sacred Heart Cathedral                                       | 1977                                               | Bendigo                                     | Australien              | |      |
| 161  | 086,60          | Riddarholmskyrkan                                            | 1300                                               | Stockholm                                   | Schweden                | |      |
| 162  | 086,56          | Westminster Cathedral                                        | 1895–1910                                          | London                                      | England                 | |      |
| 163  | 086,32          | Marienkirche                                                 | Mitte 15. Jahrhundert                              | Rostock                                     | Deutschland             | |      |
| 164  | 086,3           | St. Wulfram’s Church                                         | 15. Jahrhundert                                    | Grantham                                    | England                 | |      |
| 165  | 086,12          | Kathedrale von Modena                                        | 14. Jahrhundert                                    | Modena                                      | Italien                 | Zählt zum UNESCO-Welterbe. Der Glockenturm wird Ghirlandina genannt |      |
| 166  | 086             | St. Georg                                                    | 1904                                               | Ulm                                         | Deutschland             | |      |
| 166  | 086             | Basilika Unserer Lieben Frau von den Engeln                  | 1912                                               | Dąbrowa Górnicza                            | Polen                   | |      |
| 166  | 086             | Heilandskirche                                               | 1886–1888                                          | Leipzig                                     | Deutschland             | |      |
| 166  | 086,00          | Jakobskirche                                                 |                                                    | Riga                                        | Lettland                | |      |
| 166  | 086,00          | Westerkerk                                                   | 1620–1631                                          | Amsterdam                                   | Niederlande             | Höchster Kirchturm Amsterdams, auch bekannt als „Langer Jan“. Geplant von Hendrick de Keyser |      |
| 166  | 086             | Stadtkirche St. Pankratius                                   | 1853–1873                                          | Warstein                                    | Deutschland             | Die zwischen 1853 und 1873 erbaute Kirche ist ein Beispiel neugotischer Architektur des 19. Jahrhunderts |      |
| 166  | 086             | Stadtpfarrkirche St. Nikolaus                                | 1896                                               | Zwiesel                                     | Deutschland             | |      |
| 166  | 086             | Bürgermeister-Smidt-Gedächtniskirche                         | 1855                                               | Bremerhaven                                 | Deutschland             | |      |
| 166  | 086             | St. Marien                                                   | 1859                                               | Kemberg                                     | Deutschland             | Kirche erbaut 1290–1340; Turm nach Einsturz 1856–1859 neu erbaut durch Friedrich August Stüler |      |
| 167  | 085,53          | Dom von Turku                                                | 1300                                               | Turku                                       | Finnland                | Höhe bis Kreuzspitze |      |
| 168  | 085,50          | Katholische Hofkirche                                        | 1751                                               | Dresden                                     | Deutschland             | |      |
| 168  | 085,50          | St. Margaret                                                 | 1902–1913                                          | München                                     | Deutschland             | |      |
| 169  | 085,48          | Lambertikirche                                               | 1887                                               | Oldenburg (Oldb)                            | Deutschland             | Hauptkirche der Evangelisch-Lutherischen Kirche in Oldenburg |      |
| 170  | 085,45          | Mainzer Dom                                                  | 975–1769                                           | Mainz                                       | Deutschland             | Der ursprünglich höhere hölzerne Turmhelm des Westturms wurde nach einem Brand 1767 von Franz Ignaz Michael Neumann neu errichtet. |      |
| 171  | 085,30          | St. Marien                                                   | 1496                                               | Salzwedel                                   | Deutschland             | |      |
| 172  | 085,2           | Apostel-Paulus-Kirche                                        | 1892–1894                                          | Berlin                                      | Deutschland             | Höhe bis Kreuzblumenspitze |      |
| 173  | 085,15          | Luther-Kirche                                                | 1894                                               | Berlin                                      | Deutschland             | Höhe bis Kreuzspitze |      |
| 174  | 085,12          | Marienbasilika                                               | 1864                                               | Kevelaer                                    | Deutschland             | |      |
| 175  | 085,06          | Meißner Dom                                                  | 1410                                               | Meißen                                      | Deutschland             | Das vierte Geschoss der Fassade mitsamt den neugotischen Westtürmen wurde 1909 ergänzt |      |
| 176  | 085,05          | St. Pauli Bekehrung                                          | 1484                                               | Eppan an der Weinstraße                     | Italien                 | Auch „Dom auf dem Lande“ genannt |      |
| 177  | 085             | Lutherkirche                                                 | 1901                                               | Solingen                                    | Deutschland             | |      |
| 177  | 085,00          | Kathedrale Saint-André                                       | 12. bis 15. Jahrhundert                            | Bordeaux                                    | Frankreich              | Die Kathedrale besitzt weiterhin einen etwa 55 m hohen und isoliert stehenden Glockenturm, den Tour Pey-Berland |      |
| 177  | 085             | Canisiuskirche                                               | 1903                                               | Wien                                        | Österreich              | |      |
| 177  | 085 (Schätzung) | Église Saint-Maurice                                         | 1893                                               | Straßburg                                   | Frankreich              | Als Abschluss einer kilometerlangen Perspektive (vom heutigen Place de Haguenau bis zum heutigen Place Arnold) errichtet |      |
| 177  | 085             | Kathedrale von Włocławek                                     | 1411                                               | Włocławek                                   | Polen                   | Die Kirchtürme wurden 1902 neugotisch erhöht. |      |
| 177  | 085             | St. Peter und Paul                                           | 1497                                               | Görlitz                                     | Deutschland             | Türme stammen von 1891. |      |

## Liste anderer hoher Sakralgebäude
Diese Liste zeigt eine Auswahl der höchsten Sakralbauten anderer Religionen sowie hohe christliche Bauten, die keine Kirchen sind oder aus anderen Gründen nicht in die obige Liste passen.
| Höhe (in m) | Name                                     | Fertigstellung                | Stadt                      | Heutiges Land                | Bemerkung | Bild |
| ----------- | ---------------------------------------- | ----------------------------- | -------------------------- | ---------------------------- | --- | ---- |
| 265         | Große Moschee von Algier                 | 2019                          | Algier                     | Algerien                     | Höchstes religiöses Bauwerk der Erde, nach den beiden islamischen Pilgerstätten in Mekka und Medina ist sie die drittgrößte Moschee der Welt.                                                       |      |
| 210         | Hassan-II.-Moschee                       | 1993                          | Casablanca                 | Marokko                      | Zweithöchstes religiöses Bauwerk der Erde |      |
| 173         | Chicago Temple                           | 1923                          | Chicago                    | USA                          | Wolkenkratzer, der im unteren Bereich eine Kirche beherbergt und auf dem Dach einen Kirchturm trägt                                                                                                 |      |
| 167,5       | Mole Antonelliana                        | 1888                          | Turin                      | Italien                      | Als Synagoge konzipiert und erbaut, diente allerdings nie diesem Zweck |      |
| 153,79      | Tianning-Tempel                          | 2004–2007                     | Changzhou, Provinz Jiangsu | Volksrepublik China          | Erst kürzlich wieder aufgebaut; 13 Stockwerke |      |
| 150         | Kreuz im „Valle de los Caídos“           | 1958                          | San Lorenzo de El Escorial | Spanien                      | Lange höchster religiöser Bau Spaniens. Zweithöchster: Sagrada Familia,138m-Nebenturm (2021 vollendet), 172m-Hauptturm (im Winter 2024/2025 noch unvollendet).                                      |      |
| 143         | Abdul-Aziz-Shah-Moschee                  | 1982–1988                     | Shah Alam                  | Malaysia                     | Die vier Minarette sind die dritthöchsten der Welt; die Kuppel ist 106,7 m hoch |      |
| 130         | Al-Fatih-Moschee                         | ca. 1990                      | Kairo                      | Ägypten                      | |      |
| 127         | Phra Pathom Chedi                        | 1870                          | Nakhon Pathom              | Thailand                     | Höchster buddhistischer Chedi der Welt |      |
| 116         | Putra-Moschee                            | 1997–1999                     | Putrajaya                  | Malaysia                     | |      |
| 112         | Al-Nour-Moschee                          |                               | Kairo                      | Ägypten                      | |      |
| 107,1       | Çamlıca-Moschee                          | 2013–2019                     | Istanbul                   | Türkei                       | Die Çamlıca-Moschee fasst 63.000 Gläubige und gilt damit als die größte Moschee des Landes. |      |
| 107         | Invalidendom                             | 1677–1706                     | Paris                      | Frankreich                   | Als Sakralbau und Hospital konzipiert, heute als Hospital, Kirche, Museum, Sitz der „Gouverneur Militaire de Paris“ und Grabmal Napoleons (seit 1840) genutzt. Höchste Kuppel Frankreichs mit Kreuz |      |
| 107         | Scheich-Zayid-Moschee                    | 2007                          | Abu Dhabi                  | Vereinigte Arabische Emirate | Eine der größten Moscheen der Welt. 82 Kuppeln, bietet Platz für 40.000 Gläubige |      |
| 105         | Sanctuary of Truth                       | 1981-heute                    | Pattaya                    | Thailand                     | Größter Holzbau des Landes; Tempel mit reichen Schnitzarbeiten und Anleihen an verschiedene Religionen                                                                                              |      |
| knapp 100   | Ruvanveliseya-Dagaba („Große Stupa“)     | 114–136                       | Anuradhapura               | Sri Lanka                    | ursprünglich 120 m |      |
| 99          | Sabancı-Zentralmoschee                   | 1988–1998                     | Adana                      | Türkei                       | Höhe der Minarette; Hauptgebäude 54 m hoch. |      |
| 96,12       | Große Vipassana-Pagode                   | 1997–2008                     | Mumbai                     | Indien                       | Monument und Mediationstempel, enthält größte Steinkuppel der Welt mit Innendurchmesser von 85,15 m                                                                                                 |      |
| 84          | Liaodi-Pagode                            | 11. Jahrhundert               | Dingzhou                   | Volksrepublik China          | Höchste noch stehende prä-moderne Pagode Chinas |      |
| 84,00       | Alabastermoschee                         | 1824–1884                     | Kairo                      | Ägypten                      | Minarette; Höhe der Kuppel: 52 m |      |
| 84          | Abhayagiri-Tempel (Stupa)                | 2. Jahrhundert vor Chr.       | Anuradhapura               | Sri Lanka                    | ursprünglich 108 bis 115 m |      |
| 83          | Panthéon                                 | 1764–1790                     | Paris                      | Frankreich                   | Als St.-Genoveva-Kirche erbaut, dient als Ruhmeshalle |      |
| über 70 m   | Jetavana Dagaba (Stupa)                  | vor 400                       | Anuradhapura               | Sri Lanka                    | ursprünglich 120 m |      |
| 69          | Koutoubia-Moschee                        | 1199                          | Marrakesch                 | Marokko                      | Das Minarett war Vorbild für zahlreiche Bauten wie die Giralda in Sevilla |      |
| 68          | Salt-Lake-Tempel                         | 1853–1893                     | Salt Lake City             | Vereinigte Staaten           | |      |
| 57          | Pagode des Tō-ji                         | 877–888, 1644 wiederaufgebaut | Kyōto                      | Japan                        | höchste Pagode Japans, 5 Stockwerke |      |
| 52          | Minarett der Freitagsmoschee von Samarra | 845                           | Samarra                    | Irak                         | |      |

## Liste bekannter Kirchen unter 85m
Da eine vollständige Auflistung aller Kirchen den Rahmen sprengen würde, folgt hier eine Auswahl bekannter Kirchen mit einer Höhe zwischen 65 m und 85 m.
| Höhe in Metern | Name                                  | Bauzeit oder Vollendung                  | Stadt                      | Heutiges Land      | Bemerkungen | Bild                                |
| -------------- | ------------------------------------- | ---------------------------------------- | -------------------------- | ------------------ | --- | ----------------------------------- |
| 84             | Sacré-Cœur                            | 1875–1914                                | Paris                      | Frankreich         | Glockenturm, Kuppel ist 83,0 m hoch |                                     |
| 84             | Stadtpfarrkirche                      |                                          | Imst                       | Österreich         | Höchster Kirchturm Nordtirols |                                     |
| 83             | Notre-Dame de Tournai                 | 1110–1325                                | Tournai                    | Belgien            | 5 Kirchtürme; UNESCO-Welterbe seit 2000 |                                     |
| 83             | Pfarr- und Wallfahrtskirche           |                                          | Maria Alm                  | Österreich         | Höchster Kirchturm im Land Salzburg mit malerischer Bergkulisse |                                     |
| 82,6           | Kathedrale von Lincoln                | 1072                                     | Lincoln                    | England            | Die Kathedrale war nach ungesicherter Überlieferung von 1311 bis zur Zerstörung des Turmhelms 1549 mit angeblich etwa 160 m höchstes Gebäude der Welt.                              |                                     |
| 82             | Bonner Münster                        | 16. Jahrhundert                          | Bonn                       | Deutschland        | Vierungsturm |                                     |
| 82             | St-Étienne                            | 12.–14. Jahrhundert                      | Caen                       | Frankreich         | Nordturm der Doppelturmfassade, Südturm ist nur 80 m hoch |                                     |
| 82             | Pfarrkirche                           |                                          | Kastelruth                 | Italien            | Der Turm als letzter Überrest der alten Kirche haust ein klangschönes Glockengeläute.                                                                                               |                                     |
| 82             | Marienkirche                          | 1502                                     | Danzig                     | Polen              | Größte Backsteinkirche der Welt |                                     |
| 82             | St. Sava                              | 2004                                     | Belgrad                    | Serbien            | Zentralkuppelbau; größte Kirche der Balkanhalbinsel und eines der größten orthodoxen Gotteshäuser der Welt                                                                          |                                     |
| 81,7           | Elisabethkirche                       | 13. Jahrhundert                          | Marburg                    | Deutschland        | Doppelturmfassade; erste rein gotische Hallenkirche im deutschen Sprachraum |                                     |
| 81,5           | Altstädter Nicolaikirche              | 13. Jahrhundert                          | Bielefeld                  | Deutschland        | Antwerpener Schnitzaltar |                                     |
| 81,26          | Erfurter Dom                          | ab 8. Jahrhundert                        | Erfurt                     | Deutschland        | Gloriosa – größte freischwingende mittelalterliche Glocke der Welt; einzigartiges Kirchenensemble mit benachbarter St.-Severi-Kirche                                                |                                     |
| 81             | Salzburger Dom                        | 17. Jahrhundert                          | Salzburg                   | Österreich         | Doppelturmfassade |                                     |
| 81             | St. Lorenz                            | 13. Jahrhundert                          | Nürnberg                   | Deutschland        | Gotische Hallenkirche; eine der ersten evangelisch-lutherischen Kirchen |                                     |
| 80             | Teynkirche                            | 14.–16. Jahrhundert                      | Prag                       | Tschechien         | Doppelturmfassade |                                     |
| 80             | Sant’Andrea della Valle               | 1590–1670                                | Rom                        | Italien            | Vierungskuppel; zweithöchste Kuppel Roms |                                     |
| 80             | Klausenburger Michaelskirche          | 1316–1487. Turm 1860                     | Klausenburg                | Rumänien           | Gotische Hallenkirche; Turm neugotisch |                                     |
| 79,3           | Artländer Dom                         | 1514 (Turm) 1896–1900 (Kirchengebäude)   | Ankum                      | Deutschland        | Höchster Dorfkirchturm Deutschlands |                                     |
| 79             | St. Nikolaus auf der Kleinseite       | 1703–1756                                | Prag                       | Tschechien         | Glockenturm und Kuppel sind gleich hoch. |                                     |
| 78,97          | St.-Salvator-Kathedrale               | 900–1846                                 | Brügge                     | Belgien            | Vorromanischer Turmsockel, romanische Obergeschosse, neuromanische Bekrönung |                                     |
| 78,73          | St. Lamberti                          | 1899                                     | Gladbeck                   | Deutschland        | Höchster Kirchturm im Bistum Essen |                                     |
| 78             | Konstanzer Münster                    | 780                                      | Konstanz                   | Deutschland        | Basilica minor |                                     |
| 78             | Michaelerkirche                       | 1219–1221                                | Wien                       | Österreich         | Eine der ältesten Kirchen Wiens; im 13. Jahrhundert eine drei Pfarreien in Wien |                                     |
| 77             | Dom von Siena                         | 1229–1263                                | Siena                      | Italien            | Errichtet aus schwarzem und weißem Marmor, Turm 1313 errichtet; gehört zum UNESCO-Welterbe der Altstadt von Siena                                                                   |                                     |
| 76             | Kathedrale von Santiago de Compostela | 1128                                     | Santiago de Compostela     | Spanien            | Ziel des Jakobsweges; gehört zum UNESCO-Welterbe der Altstadt von Santiago |                                     |
| 76             | Bamberger Dom                         | 1237                                     | Bamberg                    | Deutschland        | Osttürme 76 m; Westtürme 74 m |                                     |
| 76             | Münster zu Thann                      | 1516                                     | Thann                      | Frankreich         | |                                     |
| 76             | Trierer Dom                           | 4. Jahrhundert                           | Trier                      | Deutschland        | UNESCO-Welterbe seit 1986 |                                     |
| 76             | Temple Saint-Paul                     | 1897                                     | Straßburg                  | Frankreich         | Doppelturmfassade nach dem Vorbild der Elisabethkirche Marburg |                                     |
| 75             | Wiesenkirche                          | 14. bis 19. Jahrhundert                  | Soest                      | Deutschland        | Gilt als schönste Hallenkirche Westfalens; neugotisch, vollendet im Jahr 1882 |                                     |
| 75             | St. Sebald                            | 13. Jahrhundert                          | Nürnberg                   | Deutschland        | Einstige „Ratskirche“ Nürnbergs; eine der ersten evangelisch-lutherischen Kirchen in Nürnberg (seit 1525)                                                                           |                                     |
| 75             | Nikolaikirche                         | 1165                                     | Leipzig                    | Deutschland        | Größte Kirche Leipzigs |                                     |
| 75             | Mariae Himmelfahrt                    | 1722                                     | Schuttern                  | Deutschland        | ehemaliges Reichskloster |                                     |
| 74,5           | Hallgrímskirkja                       | 1945–1974                                | Reykjavík                  | Island             | Zweithöchstes Gebäude Islands |                                     |
| 74             | St. Patrokli                          | 11. Jahrhundert                          | Soest                      | Deutschland        | Romanische Basilika; der auch „Turm Westfalens“ genannte mächtige Westturm diente im Mittelalter der Stadt Soest auch als Wehrturm mit Schießscharten                               |                                     |
| 74             | Aachener Dom                          | ab 8. Jahrhundert                        | Aachen                     | Deutschland        | UNESCO-Welterbe |                                     |
| 74             | St. Nikolaus                          | 1283–1490                                | Freiburg im Üechtland      | Schweiz            | Dreischiffige gotische Kirche |                                     |
| 74             | „The Hub“                             | 1842–1845                                | Edinburgh                  | Schottland         | Die Kirche wurde 1979 geschlossen, ehemalige (Highland) Tolbooth (St John’s) Church                                                                                                 |                                     |
| 73             | Christ-Erlöser-Kathedrale             | 1996–2006                                | Kaliningrad                | Russland           | Höchstes Gebäude Kaliningrads und das größte Kirchengebäude in der Oblast Kaliningrad                                                                                               |                                     |
| 73             | Crystal Cathedral                     | 1977–1980                                | Garden Grove (Kalifornien) | Vereinigte Staaten | Kirche mit Grundriss eines Sterns; die 142 Meter lange und 40 Meter hohe Stahlkonstruktion hat 10.000 Glasfenster; Glockenturm aus hochpolierten Stahlprismen mit 52 Glocken        | Urheber: Arnold C (Buchanan-Hermit) |
| 73             | Pfarrkirche St. Martin                | 1451, Turm 1896                          | Nienburg/Weser             | Deutschland        | Dreischiffige spätgotische Hallenkirche, 1451 geweiht, errichtet auf den Resten eines romanischen Vorgängerbaus aus dem 12. Jahrhundert. Der neugotische Turm wurde 1896 erbaut.    |                                     |
| 72             | Wiener Karlskirche                    | 1716–1733                                | Wien                       | Österreich         | Kuppel |                                     |
| 72             | Frauenkirche                          | 1321–1516                                | Esslingen am Neckar        | Deutschland        | Vermutlich die erste gotische Hallenkirche im Südwesten Deutschlands |                                     |
| 71,2           | Speyerer Dom                          | ab 1030                                  | Speyer                     | Deutschland        | Größtes romanisches Bauwerk der Erde; UNESCO-Welterbe seit 1981 |                                     |
| 71             | Kaiser-Wilhelm-Gedächtniskirche       | 1891–1895                                | Berlin                     | Deutschland        | Die Ruine des 1943 im Zweiten Weltkrieg zerstörten 113 m hohen Turms gilt als Mahnmal gegen den Krieg                                                                               |                                     |
| 71             | Collégiale Saint-Martin               | 1572                                     | Colmar                     | Frankreich         | |                                     |
| 71             | St. Kajetan („Theatinerkirche“)       | 1663–1769                                | München                    | Deutschland        | Vierungskuppel |                                     |
| 71             | Stadtpfarrkirche                      |                                          | Schwaz                     | Österreich         | Größte vierschiffige Hallenkirche Mitteleuropas |                                     |
| 70             | Cathédrale Saint-Gatien               | 13.–16. Jahrhundert                      | Tours                      | Frankreich         | Doppelturmfassade |                                     |
| 70             | Kapellenkirche                        | 13.–14. Jahrhundert                      | Rottweil                   | Deutschland        | |                                     |
| 68,7           | Westminster Abbey                     | 1245–15. Jahrhundert                     | London                     | England            | Krönungs- und Beisetzungsort der englischen und später der britischen Könige, Türme von 1745; UNESCO-Welterbe                                                                       |                                     |
| 68             | Mariä-Himmelfahrt-Kirche              | ca. 1050–1870                            | Rouffach                   | Frankreich         | Vierungsturm |                                     |
| 68             | Thomaskirche                          | 1212–1222                                | Leipzig                    | Deutschland        | Wirkungsstätte und Grabstätte Johann Sebastian Bachs |                                     |
| 66             | Limburger Dom                         | Baubeginn um 1200; Einweihung: 1235      | Limburg an der Lahn        | Deutschland        | Sieben Türme, mit Hahn auf dem Vierungsturm als höchstem Punkt; Glocken hängen im Südwestturm                                                                                       |                                     |
| 66             | Wetzlarer Dom                         | Baubeginn um 1230; bis heute unvollendet | Wetzlar                    | Deutschland        | Der Dom ist die älteste Simultankirche im Bereich der Evangelischen Kirche im Rheinland                                                                                             |                                     |
| 65             | Fuldaer Dom                           | 1704–1712                                | Fulda                      | Deutschland        | Doppelturmfassade |                                     |
| 65             | Nikolaikirche                         | 1230–1257                                | Rostock                    | Deutschland        | Mitte des 15. Jahrhunderts auf 132 m erhöht, wurde der Turm 1703 durch Orkan zerstört und mit 84 m wiederaufgebaut; erneute Zerstörung im Zweiten Weltkrieg, seit 1976 heutige Höhe |                                     |
| 65             | St.-Marien-Kirche                     | 1864–1891                                | Hof (Saale)                | Deutschland        | Doppelturmfassade; vollständig neugotisches Bauwerk |                                     |
| 65             | Dom St. Peter                         | 1130–1181                                | Worms                      | Deutschland        | Historisch bedeutend in der Geschichte der Reformation; Schauplatz einer Schlüsselepisode der Nibelungensage                                                                        |                                     |
| 65             | St.-Martinus-Kirche                   | 1907–1909                                | Olpe                       | Deutschland        | Neugotische Kirche mit Doppelturmfassade, die im Zweiten Weltkrieg einen Turm verlor                                                                                                |                                     |
| 65             | St.-Martins-Kirche                    | 1325–1500                                | Memmingen                  | Deutschland        | Die gotische Stadtpfarrkirche ist eine der ältesten Kirchen Oberschwabens und beherbergt ein über 500 Jahre altes geschnitztes Chorgestühl.                                         |                                     |
| 65             | Dom St. Kilian                        | 1040–1075                                | Würzburg                   | Deutschland        | Kathedralkirche des Bistums Würzburg, Doppelturmfassade im Westen und zwei Chorflankentürme im Osten                                                                                |                                     |
| 65             | Dompfarrkirche                        |                                          | Bozen                      | Italien            | Konkathedrale der Diözese Bozen-Brixen in Südtirol |                                     |